# Campionati italiani di ski cross
I Campionati italiani di ski cross sono una competizione sciistica che si svolge ogni anno, generalmente nel mese di marzo o aprile. Sono organizzati dalla Federazione italiana di sci e decretano il campione e la campionessa italiani di ski cross.

## Albo d'oro
| Edizione | Uomini               | Donne                 |
| -------- | -------------------- | --------------------- |
| 2013     | Gara cancellata      | Gara cancellata       |
| 2014     | Francesco Mauriello  | Sabine Wolfsgruber    |
| 2015     | Stefan Thanei        | Debora Pixner         |
| 2016     | Marco Tomasi         | Non assegnato         |
| 2017     | Stefan Thanei (2)    | Lucrezia Fantelli     |
| 2018     | Stefan Thanei (3)    | Debora Pixner (2)     |
| 2019     | Siegmar Klotz        | Lucrezia Fantelli (2) |
| 2020     | Non disputati        | Non disputati         |
| 2021     | Non disputati        | Non disputati         |
| 2022     | Simone Deromedis     | Jole Galli            |
| 2023     | Simone Deromedis (2) | Jole Galli (2)        |
| 2024     | Yanick Gunsch        | Andrea Chesi          |
| 2025     | Federico Tomasoni    | Jole Galli (3)        |